# Saar- und Mosel-Bergwerks-Gesellschaft

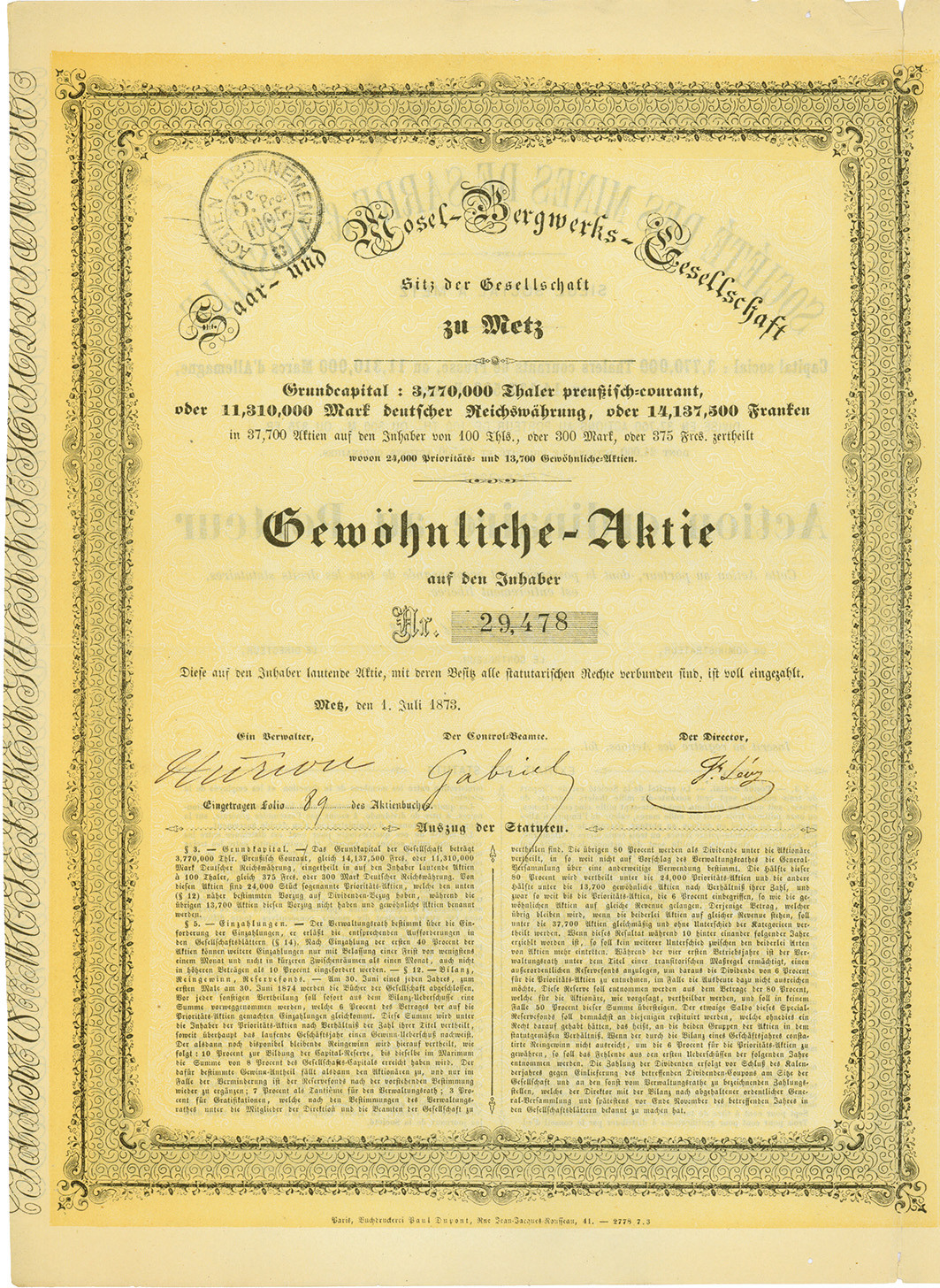
Aktie der Saar- und Mosel-Bergwerks-Gesellschaft vom 1. Juli 1873

Die Saar- und Mosel-Bergwerks-Gesellschaft mit Sitz in Karlingen (heute Carling, Frankreich) war ein Bergbauunternehmen mit Besitz in den Lothringer Bergwerken.
Die Gesellschaft wurde 1873 gegründet. 1900 übernahm ein Konsortium bestehend aus Hugo Stinnes, August Thyssen, Hugo Sholto von Douglas und der Dresdner Bank, vertreten durch Waldemar Mueller, das Unternehmen.
Das Konsortium erweiterte und modernisierte Saar-Mosel durch Abteufung neuer Schächte, Bau neuer Anlagen und Erwerb weiterer Grubenfelder, insbesondere in Merlenbach, Freimengen (heute: Freyming-Merlebach, Frankreich) und Spittel.
1910 verkaufte Stinnes seinen Anteilsbesitz an die unter seinem Einfluss stehende Deutsch-Luxemburgische Bergwerks- und Hütten-AG, nach einem Streit mit August Thyssen erwarb Deutsch-Luxemburg 1916 auch die inzwischen der Gewerkschaft Deutscher Kaiser zustehenden Thyssen'schen Anteile.
Nach dem Ersten Weltkrieg lag das Unternehmen auf französischem Territorium. 1919 wurde Saar-Mosel von der französischen Regierung daher beschlagnahmt und liquidiert. Deutsch-Luxemburg wurde vom Deutschen Reich hierfür in wertloser Papierwährung entschädigt.
2003 wurde in Merlebach die letzte Schachtanlage stillgelegt.